# Meyers Orts- und Verkehrslexikon

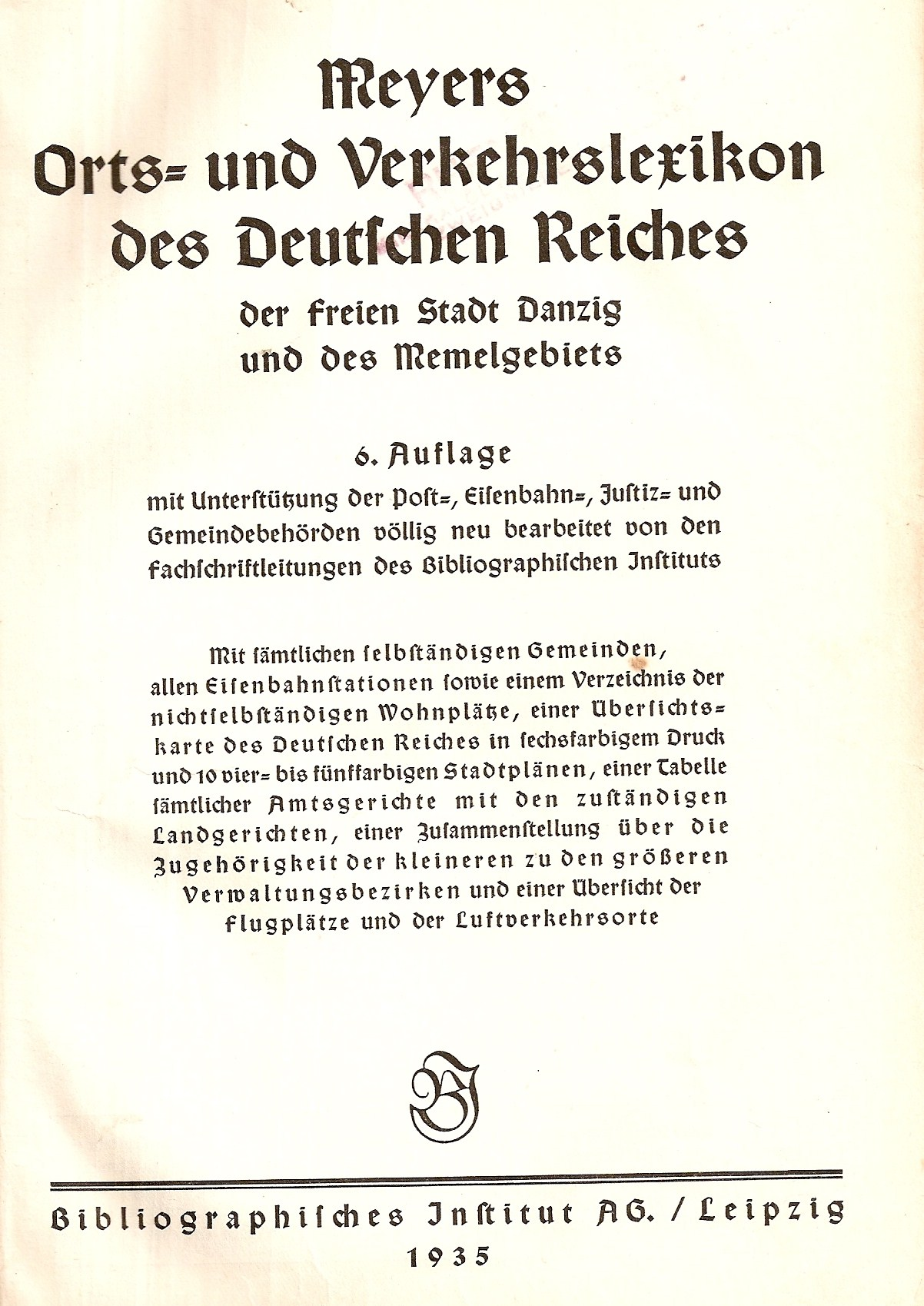
Meyers Orts- und Verkehrslexikon, 6. Auflage 1935

Meyers Orts- und Verkehrslexikon des Deutschen Reiches ist der Kurztitel eines Nachschlagewerks, das in mindestens sechs Auflagen vom Bibliographischen Institut in Leipzig herausgegeben wurde.
Das Nachschlagewerk gibt Kurzauskunft über fast jeden Wohnplatz im Deutschen Reich. Sogar einzelne Mühlen, Ziegeleien und Häusergruppen wurden verzeichnet sowie Hinweise zu den Gemeinden, in denen sich die zuständigen Einwohnermelde- und Kirchenregister befinden.
Die 5. Ausgabe von 1912 (Leipzig, Wien) ist auf Mikrofilm bei den Forschungsstellen des Mormonen-Archivs (Utah, USA) einsehbar und wurde digitalisiert im Internet veröffentlicht.
Die 6. und letzte Ausgabe erschien 1935. Sie war völlig neu bearbeitet und trug den Gebietsveränderungen durch den Ersten Weltkrieg Rechnung. Hierin sind sämtliche selbständigen Gemeinden des damaligen Deutschen Reiches enthalten, alle Eisenbahnstationen sowie ein Verzeichnis der nicht selbständigen Wohnplätze des Deutschen Reiches, der Freien Stadt Danzig und des Memelgebiets. Weiter sind eine Übersichtskarte des Deutschen Reiches in sechsfarbigem Druck, zehn vier- bis fünffarbige Stadtpläne und eine Tabelle sämtlicher Amtsgerichte mit den zuständigen Landgerichten enthalten. Außerdem gibt es in dieser Ausgabe eine Zusammenstellung über die Zugehörigkeit der kleineren zu den größeren Verwaltungsbezirken und eine Übersicht der Flugplätze und der Luftverkehrsorte.